# Clean Bandit
Clean Bandit är en brittisk elektronisk musikgrupp som grundades i Cambridge 2009. Gruppen består av Jack Patterson, Luke Patterson och Grace Chatto.
Clean Bandits musik har beskrivits som fusionmusik som blandar elektronisk musik med klassisk musik och deep house. 2 juni 2014 släpptes deras debutalbum New Eyes på skivbolaget Atlantic Records.
Bandmedlemmarna Jack Patterson, Grace Chatto och Milan Neil Amin-Smith träffades när de studerade vid Jesus College, vid universitetet i Cambridge. Amin-Smith ledde då en stråkkvartett tillsammans med Chatto. År 2016 hoppade Milan Neil Amin-Smith av bandet.

## Medlemmar
Nuvarande medlemmar
- Grace Chatto – cello, percussion, sång (2008–)
- Jack Patterson – basgitarr, keyboard, sång, piano, violin, musikproducent (2008–)
- Luke Patterson – trummor, percussion (2008–)

Tidigare medlemmar
- Neil Amin-Smith – violin, piano (2008–2016)
- Ssegawa-Ssekintu Kiwanuka – sång (2008–2010)

Turnerande medlemmar och studiomusiker
- Patrick Greenberg – basgitarr (2010–2016)
- Stephanie Benedetti – violin (2016–)
- Braimah Kanneh-Mason – violin (2016–2017)
- Nikki Cislyn – sång (2012–2013)
- Florence Rawlings – sång (2013–2016)
- Elisabeth Troy – sång (2013–2016)
- Ezinma - violin (2017)
- Kirsten Joy – sång (2016–present)
- Yasmin Green – sång (2016–present)
- David Gane – trummor, percussion (2018)
- Molly Fletcher - violin (2018)
- Sam Skirrow – basgitarr (2017–)

Bildgalleri

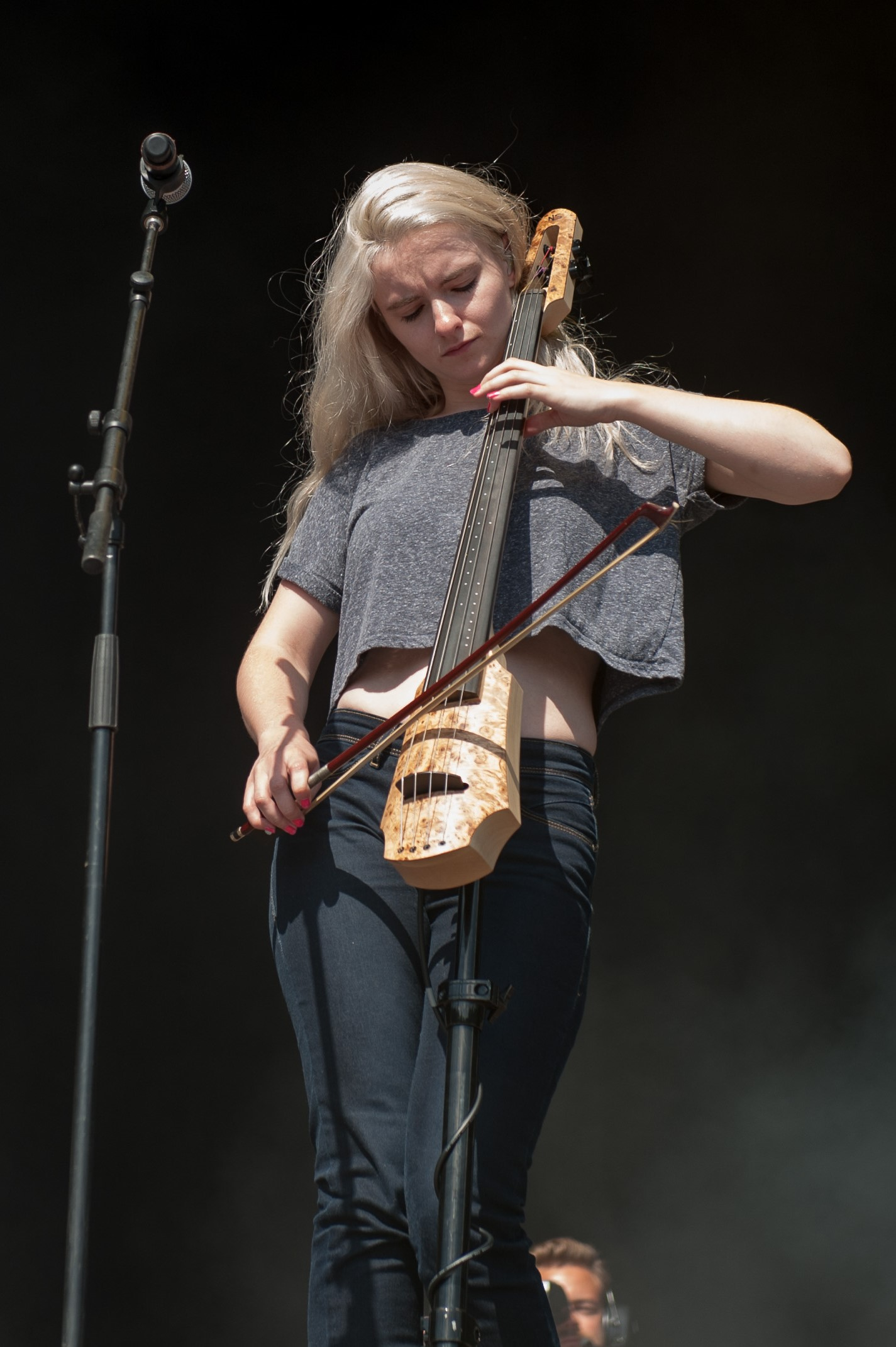
Grace Chatto på Way Out West, augusti 2014
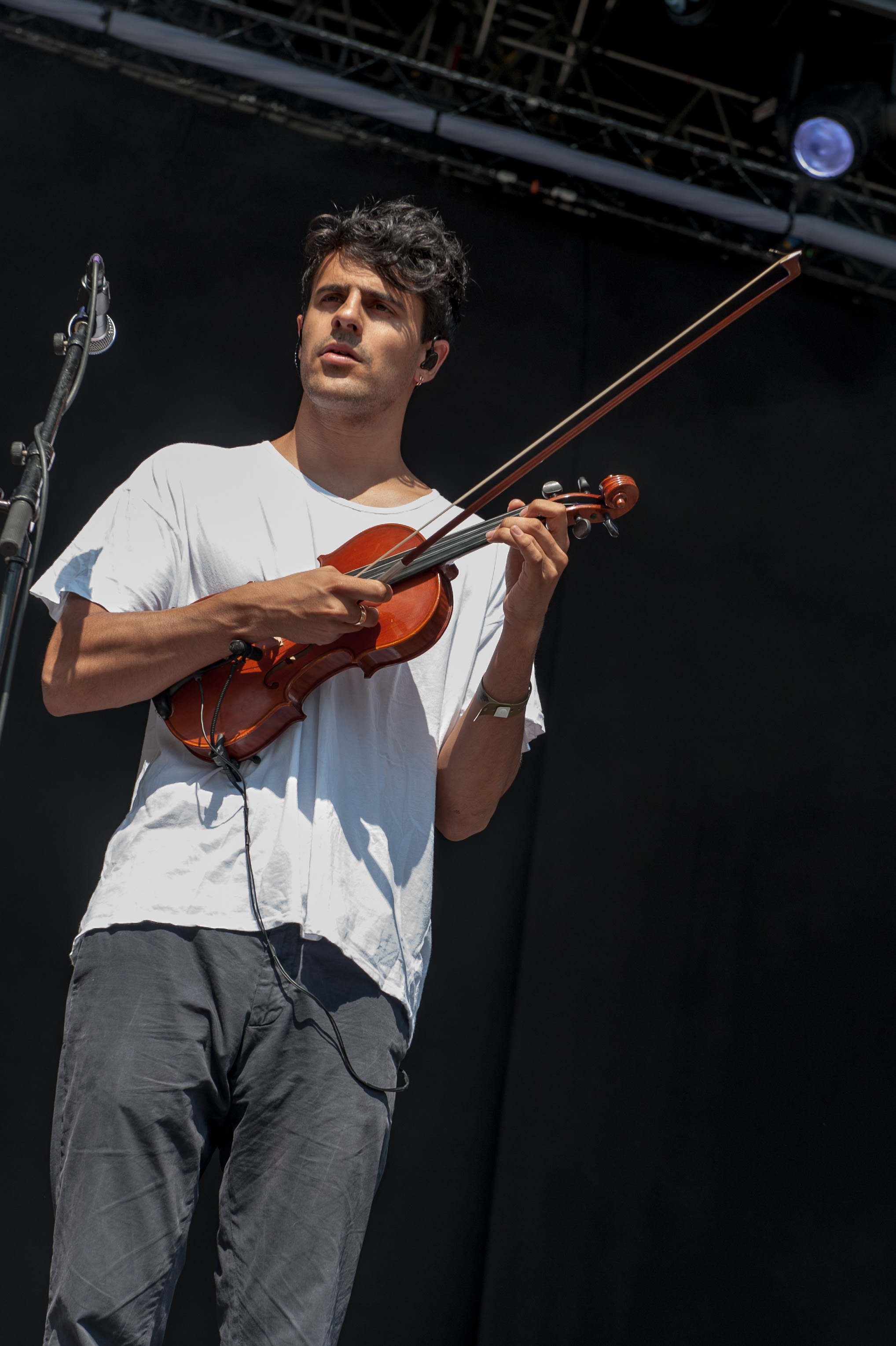
Milan Neil Amin-Smith på Way Out West, augusti 2014
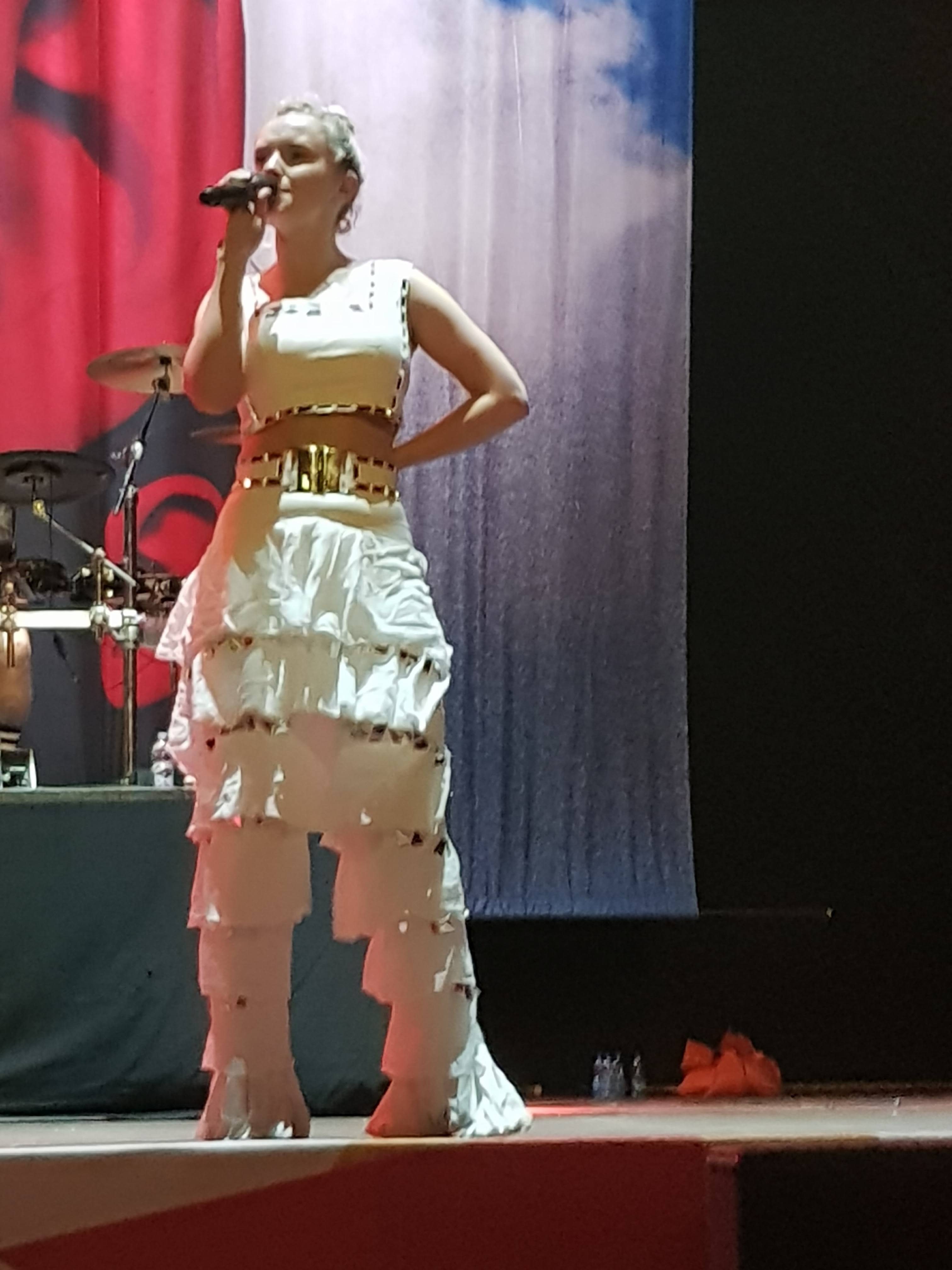
Grace Chatto i Rom 2017

## Diskografi
Studioalbum
- 2014 – New Eyes
- 2018 – What Is Love?

Singlar (topp 10 på UK Singles Chart)
- 2014 – "Rather Be" (med Jess Glynne) (#1)
- 2014 – "Extraordinary" (med Sharna Bass) (#5)
- 2014 – "Real Love" (med Jess Glynne) (#2)
- 2015 – "Stronger" (#4)
- 2016 – "Tears" (med Louisa Johnson) (#5)
- 2016 – "Rockabye" (med Sean Paul och Anne-Marie) (#1)
- 2017 – "Symphony" (med Zara Larsson) (#1)
- 2017 – "I Miss You" (med Julia Michaels) (#4)
- 2018 – "Solo" (med Demi Lovato) (#1)